# 于泽荣
于泽荣（？—），男，中华人民共和国政治人物，曾任中央社会主义学院党组副书记、常务副院长，中华海外联谊会副秘书长，第十届全国政协委员。